# Патерик
Патери́к (греч. πατεριϰά, греч. πατερικόν — отечник), отечник, «старчество» — жанр христианской аскетической литературы, сборник дидактических новелл о духовных подвигах христианских отшельников и монахов, известных своим благочестием или аскетизмом, и их учительных изречений (апофегм). Патерики прославляют подвиг аскезы и предназначены для душеполезного чтения и укрепления в вере.
В отличие от жития, которое последовательно повествуют о жизни святого, патерик включает только наиболее значительные и дидактические эпизоды жизни.
Патерики переводились на коптский, сирийский, латинский, армянский, грузинский, церковнославянский, русский и другие языки.

## Типология
Патерики разделяются на две группы: с преобладанием жизнеописаний подвижников (Синайский, Египетский, Римский патерики) и преимущественно включающие их «слова» и изречения (Скитский, Алфавитный, Иерусалимский патерики).

## История
Термин впервые употребил в VII веке византийский агиограф Леонтий Кипрский в своём «Дополнении к житию Иоанна Милостивого».
Ранние патерики были посвящены египетским и отчасти палестинским и византийским монахам III—VI веков. В конце IV века была написана «История египетских монахов». В начале V века (около 420) Палладием Еленопольским составлен «Лавсаик», уделяющий основное внимание египетским монахам. В Египте были созданы два сборника «Отеческих изречений» («Apophtegmata patrum»): в конце V века «Азбучно-анонимное собрание», где статьи помещены по именам отцов (от Антония до Ора) и по темам безымянных текстов, и в VI веке «Систематическое собрание», в котором тексты расположены по темам. В середине VI века римские диаконы Пелагий и Иоанн перевели это собрание на латинский язык. В начале VII века Иоанн Мосх написал «Луг духовный».
«Диалоги о жизни и чудесах италийских Отцов и о бессмертии души» конца VI века папы Римского Григория I Великого посвящены италийским монахам V—VI веков. Этот патерик составлен на латинском языке. Около 752 года папой Римским Захарией выполнен его греческий перевод. «Отеческие изречения», предположительно, были созданы по образцу позднеантичных сборников изречений знаменитых людей, а также, возможно, под влиянием трактата Мишны «Пиркей Авот» («Поучения отцов»).
Было создано большое число переводов патериков на различные языки. Так, ранее Второго Константинопольского собора 553 года были выполнены переводы на коптский, сирийский, армянский, согдийский, арабский и эфиопский языки. Эти переводы сохранили высказывания деятелей, позднее осуждённых как еретики, например, Евагрия Понтийского.
В X веке афонским иноком (аввой) Исаией составил Митерикон, представляющий собой наставления монахиням в форме изречений подвижниц. Список этого произведения середины XV века обнаружил в XIX веке в Иерусалиме Феофан Затворник и перевёл на русский язык. 
Греческие и латинские патерики рано были заимствованы южными славянами в Древней Руси. В IX—X веках патерики начали переводиться на славянские языки в Моравии или Болгарии. Самый ранний из них, Скитский поглавный патерик, является переводом IX века греческого произведения «Систематическое собрание» и приписывается славянскому первоучителю Мефодию Солунскому. К славянскому памятнику наиболее близок латинский перевод VI века. Позднее были выполнены переводы «Истории египетских монахов» и «Лавсаика», которые ранее 950 года составили Египетский патерик. Ранее 971 года «Азбучно-анонимное собрание» составило Азбучно-Иерусалимский патерик, «Диалоги о жизни и чудесах италийских Отцов и о бессмертии души» папы Григория — Римский патерик, славянский перевод которого восходит к греческому тексту. «Луг духовный» был переведён как Синайский патерик. Самый ранний известный его список датируется XI—XII веками, его текст представляет собой транскрипцию с глаголического оригинала.
В X веке были созданы славянские редакции переводных патериков. Они представлены изборными патериками, в том числе Египетским кратким патериком и «Лимонарем», и компилятивными патериками, включающими Скалигеров патерик, Патерик Тиханова, наиболее известный славянский патерик — Сводный, созданный в XIV веке в Болгарии, а также Скитский патерик позднейшей редакции, XVII—XVIII веков.
В древнерусскую книжность патерики пришли в XI веке в болгарских переводах, когда на Руси познакомились с «Лавсаиком» и Синайским патериком. Позднее были созданы новые переводы и редакции этого памятника, в которых новеллы располагались тематически (по добродетелям) или по алфавиту (например, Азбучно-Иерусалимский патерик). Отдельные повествования и изречения из патериков наиболее часто встречаются в древнерусских сборниках XIII—XVII веков, а также в старообрядческих сборниках XVIII—XIX веков.
В конце XII — начале XIII веков по образцу греческих патериков был написан первый собственно славянский и русский — Киево-Печерский патерик. Этот памятник известен в нескольких редакциях XIV—XVII веков. Он сформировал жанр русских патериков, оказав определяющее влияние на развитие жанра патерика в древнерусской литературе. Он повлиял на Волоколамский XVI века, Псково-Печерский, Соловецкий патерики, патерики, включённые в различные сборники («Великие Четьи-Минеи», 1530—1541) и др. С XVII века Киево-Печерский патерик многократно печатался.
В 1640-х годах московский Печатный двор подготовил патериковую компиляцию, Алфавитный патерик («Патерик Азбучный»), который был напечатал лишь в 1791 году старообрядцами в Супрасльском монастыре (Польша). В середине XIX века Игнатием (Брянчаниновым) был составлен «Отечник» («Избранные изречения святых иноков и повести о жизни их»), представляющий собой собрание изречений древних, в основном египетских, аскетов, а также их жизнеописаний и рассказов об их духовных подвигах.
С середины XIX века патериками стали называться также печатные сборники житий святых, составленные по региональному принципу, такие как Афонский патерик иеросхимонаха Сергия Святогорца, анонимный Соловецкий патерик о подвигах насельников Соловецкого монастыря с середины XV века, Палестинский патерик, изданный в 1885—1916 годах Палестинским обществом в более 20 выпусках, каждый из которых посвящён жизнеописанию одного из палестинских подвижников, Троицкий патерик, созданный в 1892 году историком церкви М. В. Толстым к 500-летию преставления Сергия Радонежского  (1812–96), Архангельский патерик 1901 года с жизнеописаниями монахов Архангельской епархии XV—XIX веков, Московский патерик (2003), Оптинский патерик (2006) с житиями оптинских старцев и новомучеников и жизнеописаниями простых оптинских монахов.

## Влияние
Влияние патериков заметно уже в памятниках литературы Киевской Руси, включая Изборник 1076 года, «Житие Феодосия Печерского», Нестора Печерского, «Александрию» и др.
Во второй половине XII века патерики использовались при составлении учительной части Пролога, что свидетельствует об их популярности на Руси в домонгольский период.
Патерики повлияли на традицию византийского исихазма XIII—XV веков, стремившегося вернуться к ранним формам духовности, «исихия» (покой, молчание) была одним из основных понятий в изречениях духовных подвижников.
Сюжеты патериков отразились в изобразительном искусстве. «Диалоги…» папы Григория отражены в творчестве Данте. Некоторые рассказы из патериков стали источниками произведений писателей XIX—XX веков, таких как А. Франс, Ф. Тиммерманс, Й. Йоваков, Н. С. Лесков, Л. Н. Толстой («Отец Сергий»), В. М. Гаршин.

## Издания
на русском языке
- Афонский патерик, или Жизнеописания святых на Святой Афонской Горе просиявших. — 7-е изд. — [М.], 2002. — Ч. 1—2.
- Великий Патерик, или Великое собрание изречений старцев: систематическая коллекция / Пер. А. В. Маркова, Д. А. Поспелова. — М., 2005.
- Древнерусские патерики: Киево-Печерский патерик. Волоколамский патерик / Изд. подгот. Л. А. Ольшевская, С. Н. Травников. — М., 1999.
- История египетских монахов. М., 2001.
- Лавсаик, или Повествование о жизни святых и блаженных отцов Палладия, еп. Еленопольского. — М., 1992.
- Луг духовный / Пер. прот. М. И. Хитрова. — Сергиев Посад, 1915. М., 2013.
- Митерикон: Собрание наставлений аввы Исайи всечестной инокине Феодоре / [Пер. еп. Феофана]; Изд. Афонского русского Пантелеймонова монастыря. — 2-е изд., доп. — М. : Тип. И. Ефимова, 1898. — 269 с.
  - Митерикон. Собрание наставлений аввы Исаии всечестной инокине Феодоре. [Афон], 2001.
- Отечник, составленный святителем Игнатием (Брянчаниновым). — М., 2009.
- Патерик Римский: Диалоги Григория Великого в древнеславянском переводе / Изд. подгот. К. Дидди. — М., 2001.
- Синайский патерик / Изд. подгот. В. С. Голышенко, В. Ф. Дубровина. — М., 1967.

на других языках
- Блаженний Йоан Мосх. Луг духовний / Пер. з рос. О. Криницької. — Львів: Місіонер, 2007. — 352 с. — ISBN 978-966-658-080-4
- Николова С. Патеричните разкази в българската средцовековна литература. София, 1980.
- Birkfellner G. Das Rōmische Paterikon. Bd. 1—2. W., 1979.
- Les apophtegmes des Pères: collection systématique / Ed. J.-C. Guy. P., 1993—2005. Vol. 1—3.
- Les Sentences des Pères du désert / Ed. L. Régnault. Solesmes, 1966—1985. Vol. 1—5.
- Wijk N. van. The Old Church Slavonic Translation of the Andrōn Hagiōn Biblos, The Hague — P., 1975.